# 이대원 (1991년)
이대원(1991년 1월 16일 ~ )은 대한민국의 트로트 가수이다.

## 출연 작품
- 미스터트롯
- 6시 내고향
- KBS Entertain 뽕디스파뤼 (국제구호개발 NGO 굿피플)